# Pilea japonica
Pilea japonica är en nässelväxtart som först beskrevs av Carl Maximowicz, och fick sitt nu gällande namn av Hand.-mazz.. Pilea japonica ingår i släktet pileor, och familjen nässelväxter. Inga underarter finns listade i Catalogue of Life.